# 莫伊拉·西尼尔
莫伊拉·西尼尔（英語：Moira Senior，1976年7月22日—），新西兰女子曲棍球运动员。她曾代表新西兰参加1998年英联邦运动会曲棍球比赛，获得一枚铜牌。她也曾参加2000年夏季奥林匹克运动会。